# (7012) Hobbes
(7012) Hobbes (1988 CH2) – planetoida z pasa głównego asteroid okrążająca Słońce w ciągu 3,52 lat w średniej odległości 2,31 j.a. Odkryta 11 lutego 1988 roku.